# يوكو ماريا
يوكو ماريا (باليابانية: Yoko Maria) هي مغنية أوبرا ومغنية يابانية، ولدت في القرن العشرين في اليابان.